# Ctenocella umbraculum
Ctenocella umbraculum är en korallart som först beskrevs av Ellis och Daniel Solander 1786.  Ctenocella umbraculum ingår i släktet Ctenocella och familjen Ellisellidae. Inga underarter finns listade i Catalogue of Life.